# Драченино
Драче́нино — село в Ленинск-Кузнецком районе Кемеровской области. Является административным центром Драченинского сельского поселения.

## География
Центральная часть населённого пункта расположена на высоте 165 метров над уровнем моря.
На правом берегу реки Иня в 1,5 км вверх по течению от села расположен природный памятник «Древняя окаменелость».

## Население
По данным Всероссийской переписи населения 2010 года, в селе Драченино проживает 1077 человек (500 мужчин, 577 женщин).

## Экономика
- ООО Кузбасс-авто (закрыто)[7]

## Известные уроженцы
- Хамитов, Рустэм Закиевич (род. в 1954 году) — российский государственный деятель, второй Глава Республики Башкортостан с 19 июля 2010 года[8].